# Liste der Monuments historiques in Béziers
Die Liste der Monuments historiques in Béziers führt die Monuments historiques in der französischen Stadt Béziers auf.

## Liste der Bauwerke
| Bezeichnung                      | Beschreibung | Standort | Kennzeichnung | Schutzstatus   | Datum     | Bild           |
| -------------------------------- | ------------ | --- | ------------- | -------------- | --------- | -------------- |
| Römisches Amphitheater           |              | rue Saint-Jacques, rue du Moulin-à-Huile, place du Cirque, rue du Cirque, impasse des Anciennes-Arènes (Lage) | PA34000094    | Inscrit        | 2013      | weitere Bilder |
| Arena Plateau de Valras          |              | 5b rue Castelbon-de-Beauxhostes (Lage)                                                                        | PA34000104    | Inscrit        | 2015      | weitere Bilder |
| Basilika Saint-Aphrodise         |              | 12 place Saint-Aphrodise (Lage)                                                                               | PA00103373    | Classé         | 1983      | weitere Bilder |
| Kathedrale Saint-Nazaire         |              | (Lage) | PA00103374    | Classé         | 1840      | weitere Bilder |
| Kapelle der Pénitents bleus      |              | (Lage) | PA00103375    | Inscrit Classé | 1973 1982 | weitere Bilder |
| Schloss Libouriac                |              | Route de Pézenas (Lage)                                                                                       | PA00135388    | Inscrit        | 1995      |                |
| Schloss Poussan-le-Haut          |              | (Lage) | PA00103376    | Inscrit        | 1975      |                |
| Schloss Saint-Bauzille           |              | Route de Bessan (Lage)                                                                                        | PA34000068    | Inscrit        | 2007      |                |
| Kreuzgang des Karmeliterklosters |              | (Lage) | PA00103377    | Inscrit        | 1951      |                |
| Schleusentreppe Fonserannes      |              | (Lage) | PA34000005    | Classé         | 1996      | weitere Bilder |
| Église de la Madeleine           |              | (Lage) | PA00103379    | Classé         | 1987      | weitere Bilder |
| Kirche Saint-Jacques             |              | (Lage) | PA00103378    | Classé         | 1967      | weitere Bilder |
| Markthalle                       |              | Place Pierre-Semard (Lage)                                                                                    | PA00103380    | Inscrit        | 1984      | weitere Bilder |
| Hôtel de Boyer de Sorgues        |              | 5 rue Mayran (Lage)                                                                                           | PA00103381    | Inscrit        | 1952      | weitere Bilder |
| Hôtel Bülher                     |              | 57, 59 avenue Saint-Saëns (Lage)                                                                              | PA00103382    | Inscrit        | 1984      |                |
| Hôtel de Nattes                  |              | 13 rue de la Citadelle (Lage)                                                                                 | PA34000119    | Inscrit        | 2017      |                |
| Hôtel de Montmorency de Béziers  |              | 1 rue de Montmorency (Lage)                                                                                   | PA00103384    | Inscrit        | 2011      | weitere Bilder |
| Hôtel de ville                   |              | (Lage) | PA00103383    | Inscrit        | 1935      | weitere Bilder |
| Lycée Jean-Mermoz                |              | Rue Ferdinand-de-Lesseps (Lage)                                                                               | PA34000026    | Inscrit Classé | 2001 2002 |                |
| Haus                             |              | 4 rue de l’Argenterie (Lage)                                                                                  | PA00103386    | Inscrit        | 1963      |                |
| Haus                             |              | 23 rue des Balances (Lage)                                                                                    | PA00103387    | Inscrit        | 1963      | weitere Bilder |
| Haus                             |              | 16 rue des Docteurs-Bourguet (Lage)                                                                           | PA00103388    | Inscrit        | 1965      | weitere Bilder |
| Haus                             |              | 7 rue du Docteur-Vergne (Lage)                                                                                | PA00103389    | Inscrit        | 1935      |                |
| Haus                             |              | 2 rue Gaveau (Lage)                                                                                           | PA00103390    | Inscrit        | 1931      |                |
| Geburtshaus von Jean Moulin      |              | 6 rue d’Alsace (Lage)                                                                                         | PA34000120    | Inscrit        | 2017      |                |
| Moulin Cordier                   |              | (Lage) | PA00103391    | Inscrit        | 1930      | weitere Bilder |
| Bischofspalast                   |              | (Lage) | PA00103392    | Classé         | 2014      | weitere Bilder |
| Plateau des poètes               |              | Allées Paul-Riquet (Lage)                                                                                     | PA00103777    | Classé         | 1995      | weitere Bilder |
| Kanalbrücke Béziers              |              | (Lage) | PA34000003    | Inscrit        | 1996      | weitere Bilder |
| Pont Vieux                       |              | (Lage) | PA00103395    | Classé         | 1963      | weitere Bilder |
| Reste des antiken Theaters       |              | Rue des Chaudronniers Rue de l’Argenterie Rue du Général-Miquel Rue Jean-Cordier (Lage)                       | PA34000103    | Inscrit        | 2015      |                |
| Städtisches Theater              |              | Place de la Victoire (Lage)                                                                                   | PA00103393    | Inscrit        | 1975      | weitere Bilder |
| Théâtre des Variétés             |              | 9 rue Victor-Hugo (Lage)                                                                                      | PA34000041    | Inscrit        | 2003      |                |
| Tour de Saint-Jean-d’Aureilhan   |              | (Lage) | PA00103394    | Inscrit        | 1988      |                |
| Tribunal épiscopal               |              | 10 impasse de la Notairie (Lage)                                                                              | PA00103385    | Classé         | 2015      |                |
| Villa Guy                        |              | 1 rue Verdi (Lage)                                                                                            | PA00103768    | Inscrit Classé | 1990 1991 |                |

## Liste der Objekte
- Monuments historiques (Objekte) in Béziers in der Base Palissy des französischen Kultusministeriums}